# Новобогданівка (Мелітопольський район)
Новобогда́нівка — село в Україні, адміністративний центр Новобогданівської сільської громади Мелітопольського району Запорізької області. Населення — 3656 осіб.

## Географія
Село Новобогданівка розташоване за 111 км від обласного центру та 25 км від районного центру. Сусідні села: Миколаївка і Привільне (за 3 км). Через село пролягають автошлях міжнародного значення М18E105, територіального значення Т 0811 та залізниця, вузлова станція Федорівка.

## Населення

### Мова
Розподіл населення за рідною мовою за даними перепису 2001 року:
| Мова              | Кількість | Відсоток |
| ----------------- | --------- | -------- |
| російська         | 2847      | 77,87 %  |
| українська        | 719       | 19,67 %  |
| вірменська        | 25        | 0,68 %   |
| угорська          | 9         | 0,25 %   |
| кримськотатарська | 8         | 0,22 %   |
| болгарська        | 2         | 0,05 %   |
| румунська         | 2         | 0,05 %   |
| білоруська        | 1         | 0,03 %   |
| інші / не вказали | 43        | 1.18 %   |
| Всього:           | 3656      | 100 %    |

## Історія
Біля села Троїцького розкопано 10 курганів, у яких виявлено 89 поховань, у тому числі поховання доби бронзи (III—І тисячоліття до н. е.), скіфських та сарматських часів (IV та II століття до н. е.), а також поховання кочовиків (X—XII століття н. е.)
Село засноване у 1862 році вихідцями з Полтавської та Чернігівської губерній.
У 1872 році почалося будівництво залізниці через Новобогданівку, а вже 28 червня 1874 року лінія Запоріжжя — Мелітополь введена до експлуатації.
У 1906 році у Новобогданівці побудована перша церква й освячена у свято Різдва Пресвятої Богородиці.
Під час організованого радянською владою Голодомору 1932—1933 років у Новобогданівці померло щонайменше 232 людей.
За радянських часів у Новобогданівці розташовувалася центральна садиба колгоспу «Авангард», який обробляв 8324 га сільськогосподарських угідь, у тому числі 6130 га орної землі, і спеціалізувався на вирощуванні нетелів. Підсобними підприємствами колгоспу були консервний цех з переробки овочів і фруктів, вальцовий млин, олійниця, пилорама.

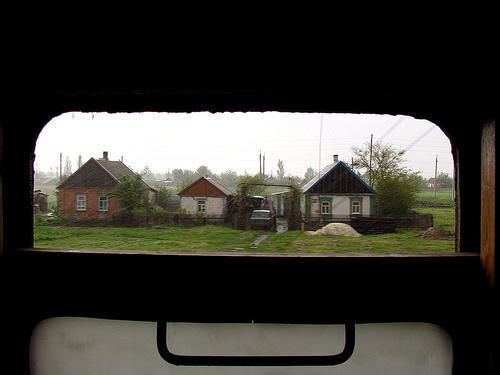
Краєвид села Новогданівки з вікна поїзда

Наприкінці 1990-х років колгосп «Авангард» став банкрутом. У 2000 році був перетворений в акціонерне товариство «Авангард-2000». Тоді ж почалася розпаювання колгоспної землі. У 2002 році акціонерне товариство «Авангард-2000» припинило своє існування.
17 березня 2015 року в селі невідомими патріотами було повалено пам'ятник Леніну.

## Військова база
Новобогданівка відома вибухами боєприпасів на військовому складі, розташованому за 2 км від села. Поблизу, у межі досяжності під час вибухів були нафтобаза, магістральний газопровід Запоріжжя — Мелітополь, дільниця залізниці й автомагістраль М18 (Харків — Сімферополь). Станом на 2004 рік на складах зберігалося майже 92 тонни боєприпасів, на осінь 2005 року — понад 60 тис. одиниць реактивних снарядів.
Військова база була заснована у 1955 році, на якій окрім радянської зброї, також зберігалася угорська й німецька зброя. За словами Євгена Марчука, найновішим боєприпасам, що зберігалися на цій базі, 25 років, є й боєприпаси 1914, 1937, 1920-х років. За інформацією пресслужби Міністерства оборони України, на базі зберігалося близько 800 вагонів з боєприпасами, що перевершувало нормативними документами.
У листі тодішній глава Адміністрації Президента Віктор Медведчук від 9 березня 2004 року інформував Президента України Леоніда Кучму, «…що розташовану в безпосередній близькості від Новобогданівської нафтобази 275-ту артилерійську базу боєприпасів перевантажено. На ній продовжувалося надмірне накопичення боєприпасів, дві третини яких зберігалися просто неба. Не обваловано 40 відкритих майданчиків. Сигналізацією, виведеною у вартове приміщення, забезпечено менше як половину сховищ. Потребували заміни 40 % дротяної огорожі та 1500 залізобетонних стовпів».
6 травня 2004 року на складі 275-ї бази зберігання артилерійських боєприпасів стався спалах, в результаті якого на складі почали вибухати артснаряди й інші боєприпаси. За офіційними даними, в результаті надзвичайної події 5 осіб загинуло, 4 постраждалих, 81 особу було госпіталізовано. Повністю пожежу вдалося ліквідувати лише 19 травня 2004 року.
8 травня 2004 року Новобогданівку відвідав Віктор Янукович. Він підкреслив, що «фахівці з РФ є досвідченими, володіють технологіями прогнозування вибухів. Ми дуже вдячні за своєчасну допомогу. Ми вкотре відчули допомогу російського народу» і заявив, що «уряд робить усе, щоб ситуація не повторилась».
У сільські ради населених пунктів, в секторі відповідальності МНС України надійшло 224 заявки громадян про вилучення вибухонебезпечних предметів. З 9 по 21 травня 2004 року повністю очищено від вибухонебезпечних предметів 7 населених пунктів: Першостепанівка, Мар'янівка, Привільне, Терпіння, Троїцьке, Спаське, Новобогданівка.
З метою запобігання травмуванню та загибелі дітей представники МНС України провели інструктажі з 9000 жителів, у тому числі з учнями 49 загальноосвітніх шкіл Мелітопольського, Михайлівського, Веселівського, Токмацького районів щодо заходів безпеки при виявленні вибухонебезпечних предметів.
Без оселі залишилось 22 сім'ї. З ураженої зони було відселено 6963 жителі з 15 сіл у 10-кілометровій зоні. За попередніми даними, збитки від вибуху на складі боєприпасів становили 3,752 млрд грн. Площа ураження становила 314 км², у тому числі 4 км газопроводу Запоріжжя — Мелітополь.
8 травня 2004 року Президентом України Леонідом Кучмою було підписано розпорядження «Про перевірку умов збереження зброї, боєприпасів та вибухових речовин у Збройних Силах України, інших військових формуваннях та правоохоронних органах». Віктора Януковича було призначено главою спеціальної комісії, яка мала на меті визначити причини кризової ситуації. Того ж дня український прем'єр взявся до справи, було проведено засідання, результати якого залишилися невідомими.
23 липня 2005 року ситуація повторилася, але з менш масштабними наслідками: пожежу з подальшою детонацією артснарядів на території 275-ї бази зберігання артилерійських боєприпасів вдалося локалізувати за 4,5 години: за даними Запорізького територіального управління МНС України, вибухи снарядів, що почалися о 16:20, припинилися лише о 20:54. В результаті надзвичайної події 69-річна мешканка Новобогданівки одержала осколкові поранення і була госпіталізована до центральної лікарні Мелітопольського району. Ще одна мешканка Новобогданівки, що знаходилася на момент початку вибухів у місцевій лікарні, померла під час транспортування до іншої лікувальної установи. Зазнали порань понад четверо саперів.
27 липня 2005 року село відвідала делегація на чолі з Секретарем Ради національної безпеки та оборони України Петром Порошенком.
З 8 вересня по 10 жовтня 2005 року очищено 34 697 м² території, знешкоджено 24 990 кг пороху, 3440 кг пороху з гільз, вилучено 10 795 вибухонебезпечних предметів.
19 серпня 2006 року, о 14:15, знову відбувся серйозний вибух на складах. Горіло близько 3 га території складу. Евакуйовано 1,5 тис. жителів, 4 тис. осіб переміщено в укриття. Задіяно 428 осіб та 96 одиниць техніки, одержали поранення 4 осіб.
За оцінкою експертів НАТО, процес розмінування може тривати до 10 років, за підрахунками фахівців — 3-4 роки. Також різнилися оцінки щодо обсягів фінансування робіт, зокрема закордонні фахівці вважають, що це потребує 100 млн євро, а вітчизняні — менше 140 млн гривень. Запевнення офіційних осіб про причини вибухів зводяться до людського фактору — кинута цигарка у 2004 році, розпилювання снаряда військовими у 2005 році.

## Економіка
- ДП «Федорівське хлібоприймальне підприємство»
- ДП ПМС-136 «Придніпровської залізниці»
- ДП Станція Федорівка «Придніпровської залізниці»
- ДП ЕЧК (тягова електропідстанція) «Придніпровської залізниці»
- ДП ДРП-24 (автодорожнє ремонтне підприємство)
- ДП Мелітопольська нафтобаза ВАТ «Запоріжнафтопродукт»
- ВАТ «Запоріжобленерго», електропідстанція
- Газорозподільна станція ТОВ «Мелітопольгаз»

Станція Федорівка
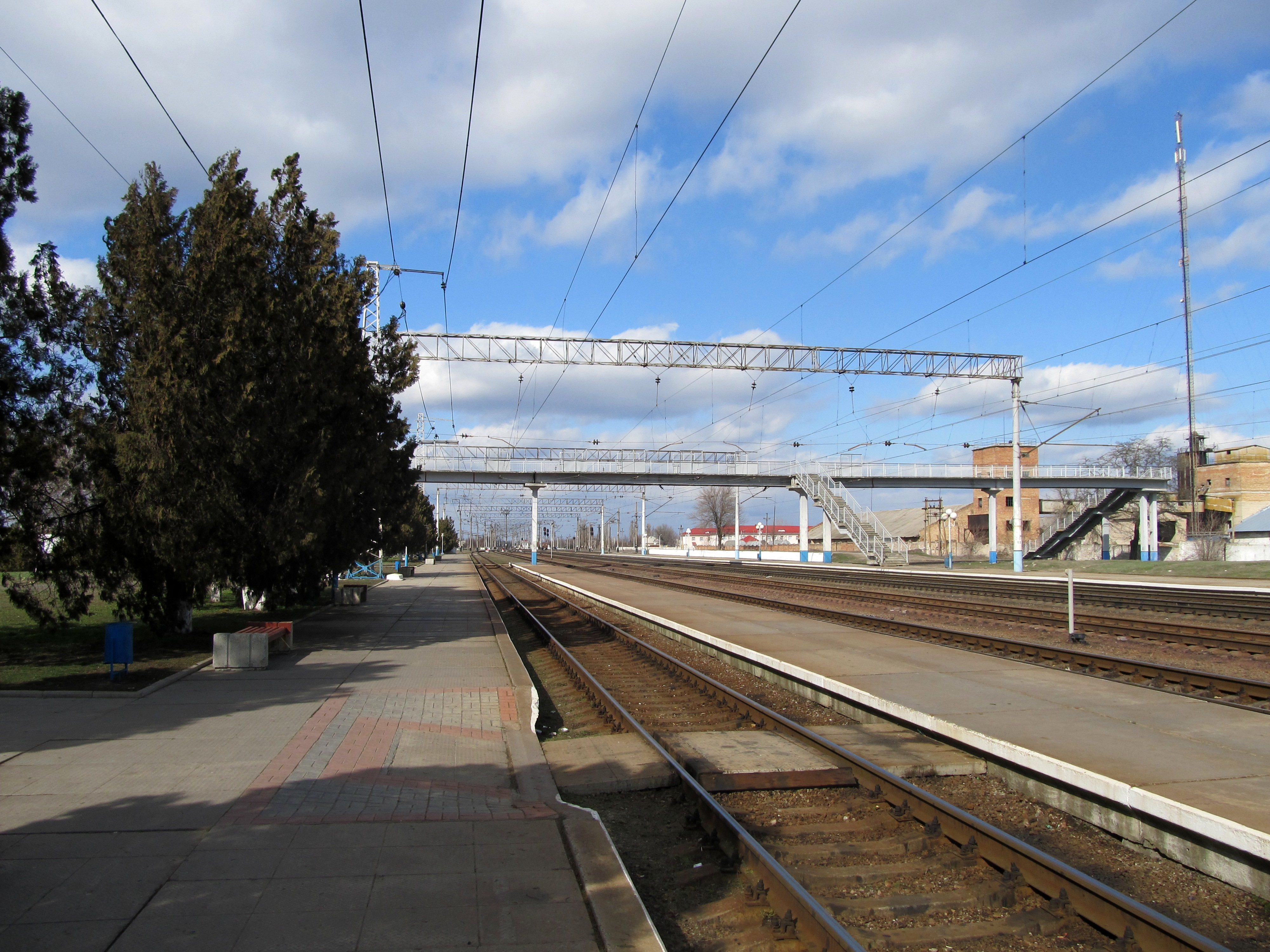
Краєвид станції у Запорізькому напрямку
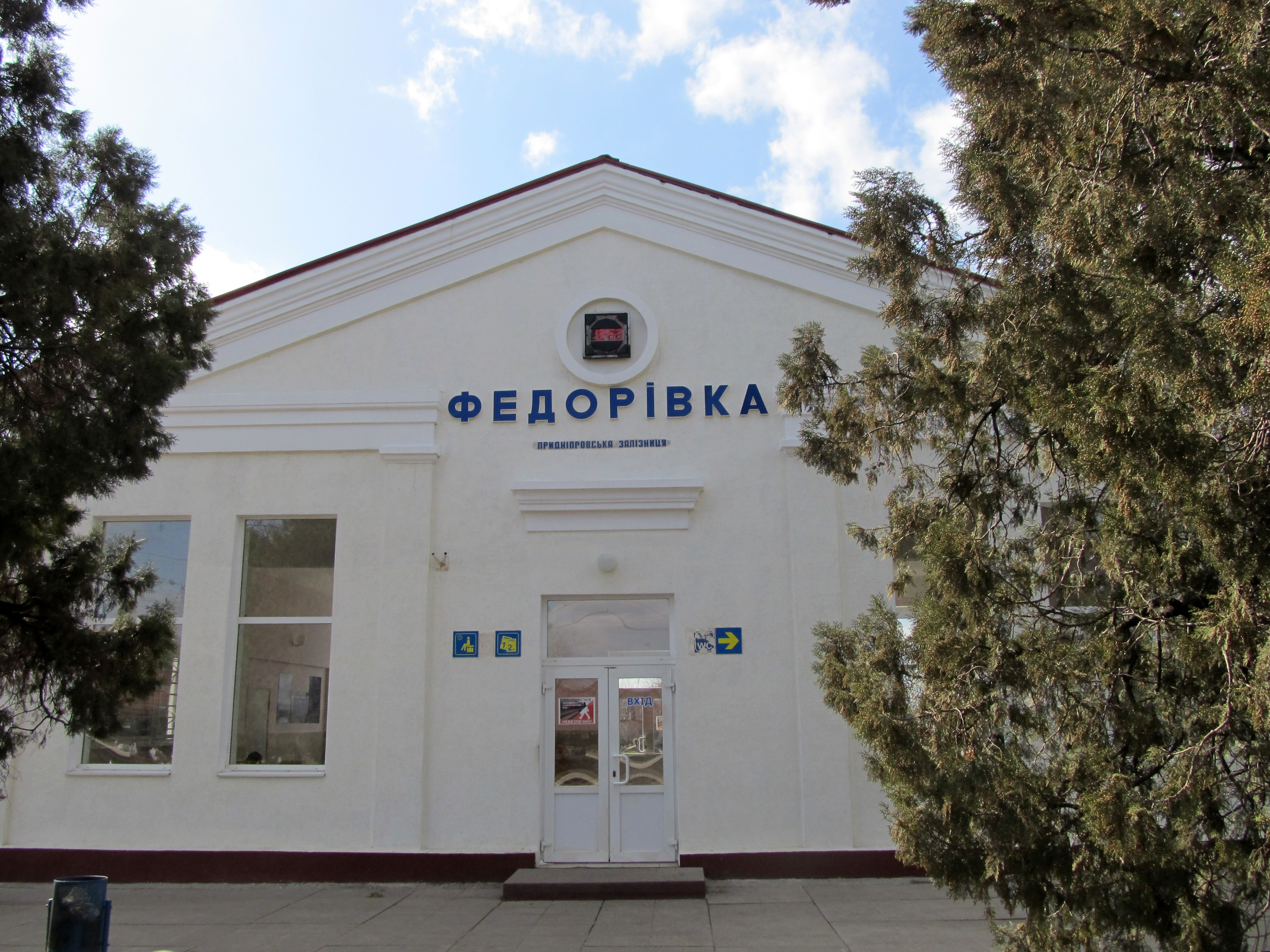
Вокзал станції Федорівка
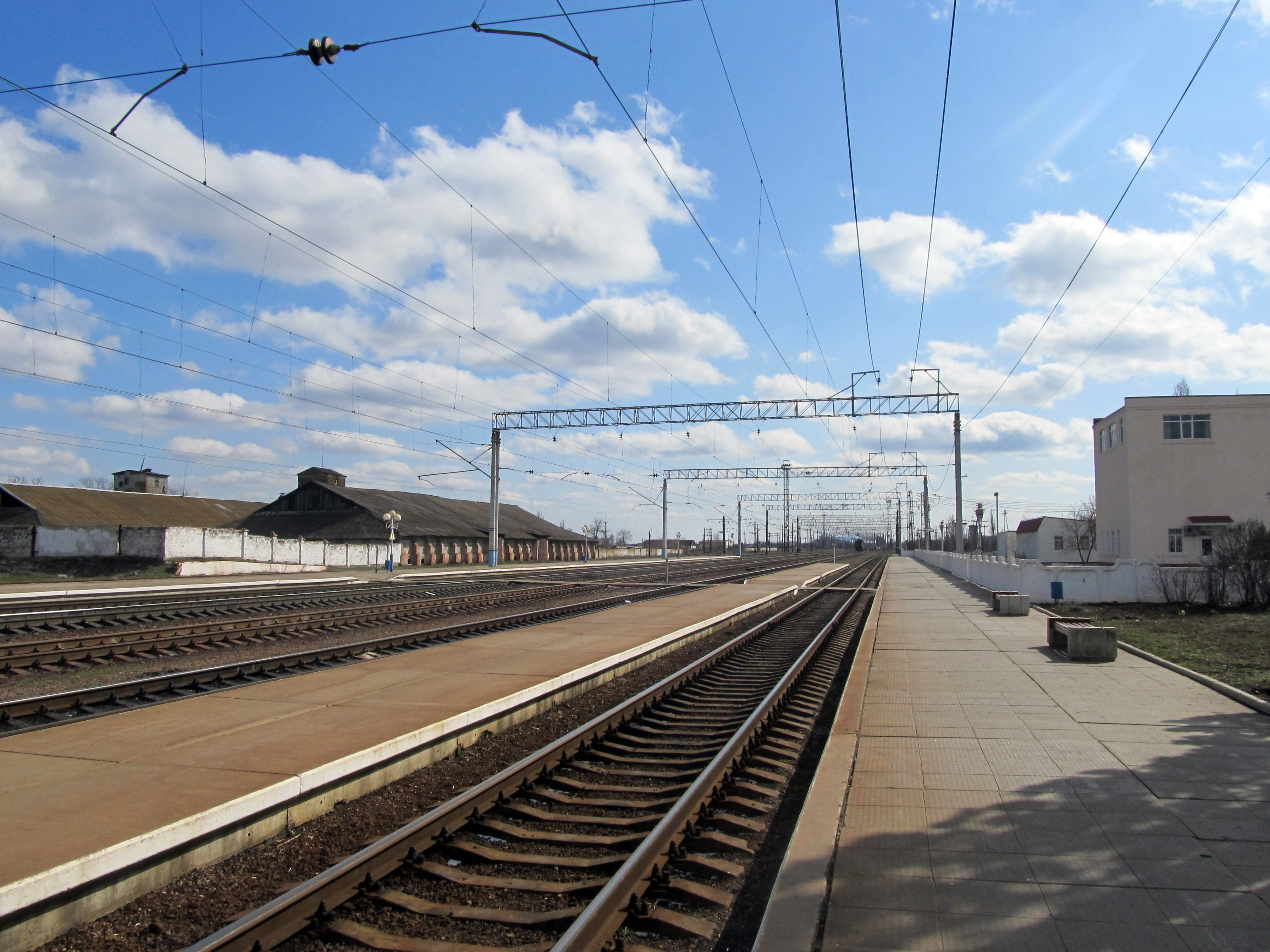
Краєвид станції у Мелітопольському напрямку

## Об'єкти соціальної сфери
- Середня загальноосвітня школа
- Дитячий дошкільний навчальний заклад
- Клуб
- Будинок культури[6]
- Дільнична лікарня[7] і поліклініка
- Храм Різдва Божої Матері (побудований у 1906 році). У 1930-ті роки з храму були зняті купол і хрест, а в його приміщенні облаштований клуб. У 2000-ті роки тривала реставрація храму, а 8 жовтня 2012 року на храмі був встановлений хрест[8]. Храм підпорядкований Запорізькій єпархії УПЦ (МП)[9].

## Пам'ятка
- У 2009 році в селі відкрито пам'ятник трьом саперам, які загинули під час ліквідації надзвичайної ситуації на складі боєприпасів[10].